# Adigun Taofeek Salami
Adigun Taofeek Salami (født 6. maj 1988 i Lagos) er en professionel fodboldspiller fra Nigeria, der spiller for Middelfart. Fra sommeren 2012 til 2015 spillede han for den danske klub SønderjyskE. 
Han startede sin karriere, da han kom på FC Ebedeis ungdomshold. FC Ebedeis ungdomshold er tilknyttet FC Midtjyllands talentakademi, som henter de mest talentfulde spillere til Danmark. Efter 2 års træning debuterede Salami for FC Midtjyllands SAS Liga-hold mod Odense Boldklub 19. juli 2006. I 2012 skiftede Salami til SønderjyskE efter 8 år i FC Midyjylland.
Adigun Taofeek Salami spiller nu i den vestfynske 2. divisionsklub Middelfart Boldklub.